# Scream (сборник Майкла Джексона)
Scream (с англ. — «Крик») — посмертный музыкальный сборник американского автора-исполнителя Майкла Джексона. Релиз состоялся 29 сентября 2017 года на лейблах Epic Records и Legacy Recordings.
В компиляцию вошли 9 треков из различных студийных альбомов Джексона, две композиции, записанные им в составе группы The Jacksons, а также песня Рокуэлла «Somebody’s Watching Me», в которой певец исполнил припевы. Бонусным треком на сборнике стал мэшап из нескольких композиций Джексона под названием «Blood On The Dance Floor X Dangerous», созданный The White Panda.

## Релиз и промо
Выпуск сборника был анонсирован небольшим анимационным роликом в официальных аккаунтах Майкла Джексона в социальных сетях 5 сентября 2017 года сразу после премьеры короткометражного фильма «Michael Jackson’s Thriller» в формате 3D на Венецианском кинофестивале. 6 сентября сборник стал доступен для предзаказа на iTunes и стал известен список композиций новой пластинки. В него вошли 9 треков из различных студийных альбомов Майкла Джексона, две композиции, записанные им в составе группы The Jacksons, а также песня Рокуэлла «Somebody’s Watching Me», в которой певец исполнил припевы. Бонусным треком на сборнике стал мэшап, созданный The White Panda, в который вошли 5 песен Джексона: «Blood on the Dance Floor», «Dangerous», «Is It Scary», «This Place Hotel» и «Leave Me Alone».
29 сентября 2017 года сборник был выпущен на компакт-дисках и стал доступен для скачивания, а 27 октября он поступил в продажу на виниловых пластинках, светящихся в темноте. Данное коллекционное издание содержит плакат с изображением обложки сборника, созданным с применением технологии дополненной реальности (AR). Рекламные щиты для продвижения пластинки, установленные в крупных городах мира, также были созданы при помощи AR-инструментов. Такой ход заинтересовал маркетологов, по оценке портала Marketingdive.com развёрнутая рекламная деятельность является первой глобальной маркетинговой кампанией с применением дополненной реальности.
Для продвижения издания на официальном канале Джексона на YouTube была размещена аудиозапись мэш-апа «Blood on the Dance Floor X Dangerous», а также ролик на неё, состоящий из кадров прижизненных видеоклипов музыканта. Ремикс Стива Аоки на песню «Thriller» был выпущен в Европе в качестве промосингла.
В американском чарте Billboard 200 Scream дебютировал с 33 строчки. Это второй самый высокий дебют сборника музыканта в этом хит-параде после Number Ones, вошедшего в список с 13 места.

## Реакция критиков
| Оценки критиков      | Оценки критиков |
| Источник             | Оценка          |
| -------------------- | --------------- |
| Consequence of Sound | B-              |
| AllMusic             | [ 10 ]          |
| Elmore Magazine      | 90/100          |
| Cashbox              | ****            |

Обозреватель портала Consequence of Sound писал, что Scream позволяет вновь взглянуть на лучшие из менее известных композиций Джексона, некоторые из них успешно обрели «новый дом». Самым большим сюрпризом для рецензента стали две песни из альбома Blood on the Dance Floor: HIStory in the Mix: «В 1997 году эта пластинка была практически проигнорирована, но теперь „Blood on the Dance Floor“ — прототип творчества Леди Гаги — и противоречивая „Ghosts“ обрели новую жизнь». Критик AllMusic низко оценил новый сборник, отметив, что Scream на вид представляет собой саундтрек к Хэллоуинской вечеринке, однако его содержание не в полной мере соответствует данной концепции: «Возможно, пластинку уместнее было назвать Stop Pressuring Me, тогда она не вызывала бы вопросов». Журналист издания Cashbox высоко оценил виниловое издание Scream: «Безупречный звук, соответствующий технологиям сегодняшнего дня. Этот сборник — продуманный, безукоризненно спродюсированный релиз, представляющий наследие Майкла Джексона с уникальной точки зрения. А винил — приятный бонус».

## Список композиций
| №                   | Название                                                         | Автор(ы)                                                                             | Альбом                                       | Длительность |
| ------------------- | ---------------------------------------------------------------- | ------------------------------------------------------------------------------------ | -------------------------------------------- | ------------ |
| 1.                  | «This Place Hotel»                                               | Майкл Джексон                                                                        | Triumph                                      | 5:43         |
| 2.                  | «Thriller»                                                       | Род Темпертон                                                                        | Thriller                                     | 5:58         |
| 3.                  | «Blood on the Dance Floor»                                       | М. Джексон, Тедди Райли                                                              | Blood on the Dance Floor: HIStory in the Mix | 4:13         |
| 4.                  | «Somebody’s Watching Me»                                         | Rockwell                                                                             | Somebody’s Watching Me                       | 3:57         |
| 5.                  | «Dirty Diana»                                                    | М. Джексон                                                                           | Bad                                          | 4:40         |
| 6.                  | «Torture»                                                        | Джеки Джексон, Кейти Вейкфилд                                                        | Victory                                      | 4:53         |
| 7.                  | «Leave Me Alone»                                                 | М. Джексон                                                                           | Bad                                          | 4:39         |
| 8.                  | «Scream»                                                         | Джимми Джем, Терри Льюис, Майкл Джексон, Джанет Джексон                              | HIStory: Past, Present and Future, Book I    | 4:37         |
| 9.                  | «Dangerous»                                                      | М. Джексон, Билл Боттрелл, Тедди Райли                                               | Dangerous                                    | 6:58         |
| 10.                 | «Unbreakable»                                                    | М. Джексон, Родни Джеркинс, Фред Джеркинс III, Лэшон Дэниэлc, Нора Пэйн, Роберт Смит | Invincible                                   | 6:25         |
| 11.                 | «Xscape»                                                         | М. Джексон, Родни Джеркинс, Фред Джеркинс III, Лэшон Дэниэлc                         | Xscape                                       | 4:05         |
| 12.                 | «Threatened»                                                     | М. Джексон, Родни Джеркинс, Фред Джеркинс III, Лэшон Дэниэлc                         | Invincible                                   | 4:19         |
| 13.                 | «Ghosts»                                                         | М. Джексон, Райли                                                                    | Blood on the Dance Floor: HIStory in the Mix | 5:13         |
| 14.                 | «Blood On The Dance Floor X Dangerous» (The White Panda Mash-Up) |                                                                                      |                                              | 3:38         |
| Общая длительность: | Общая длительность:                                              | Общая длительность:                                                                  | Общая длительность:                          | 69:18        |

## Позиции в чартах
| Чарт                     | Высшая позиция |
| ------------------------ | -------------- |
| Австралия                | 14             |
| Австрия                  | 50             |
| Бельгия (Валлония)       | 18             |
| Бельгия (Фландрия)       | 9              |
| Великобритания           | 9              |
| Германия                 | 22             |
| Ирландия                 | 45             |
| Испания                  | 9              |
| Италия                   | 38             |
| Мексика                  | 20             |
| Нидерланды               | 30             |
| Португалия               | 23             |
| США (Billboard 200)      | 33             |
| США (R&B/Hip-Hop Albums) | 20             |
| Финляндия                | 37             |
| Франция                  | 16             |
| Чехия                    | 36             |
| Швейцария                | 34             |